# Pont Saint-Louis
Ne doit pas être confondu avec le pont Saint-Louis de Mont-de-Marsan, ou le pont Saint-Louis-de-Gonzague au Québec.
Le pont Saint-Louis est un pont situé à Paris.

## Situation et accès

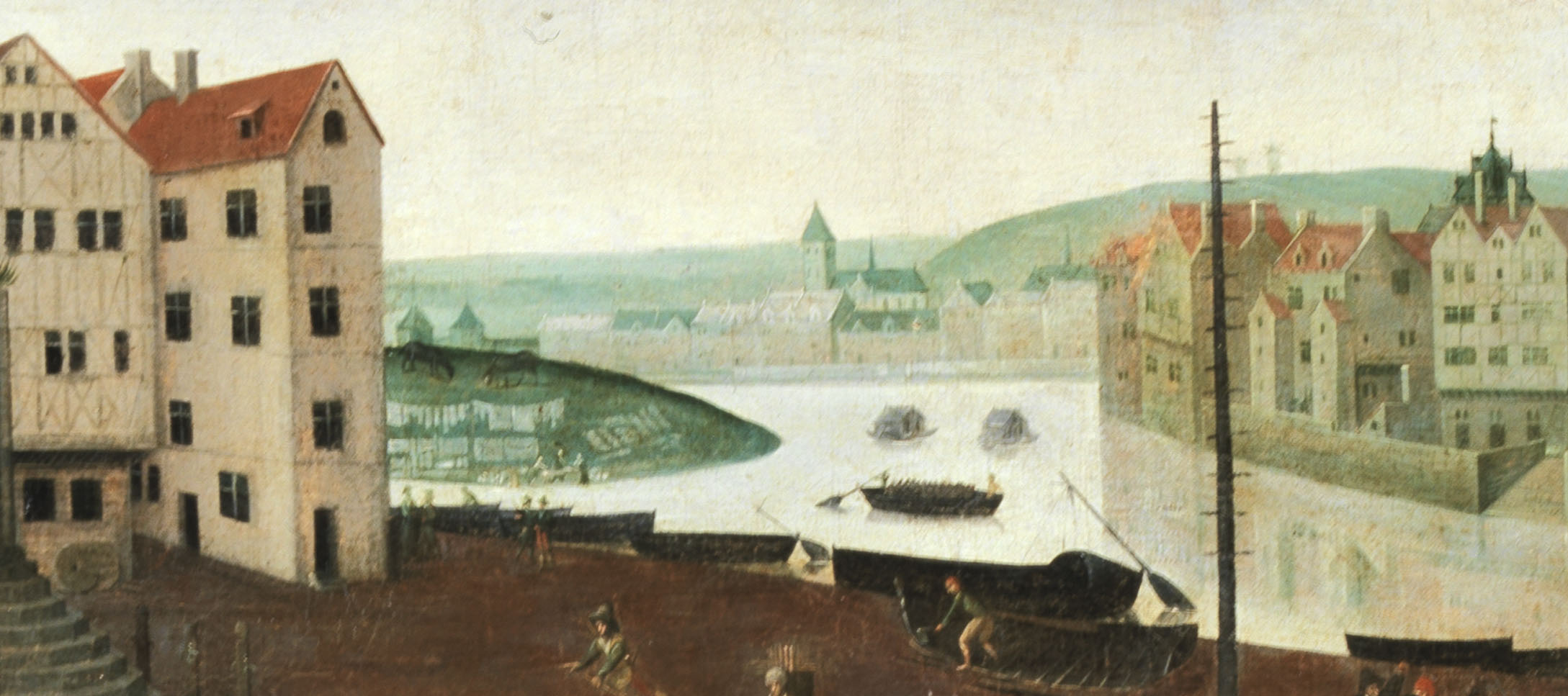
À gauche : la pointe occidentale de l'île Notre-Dame (actuelle île Saint-Louis) avant son lotissement, vers 1590/1592 (musée Carnavalet).

Le pont Saint-Louis est situé dans le 4e arrondissement et relie l'île de la Cité à l'île Saint-Louis.
Ce site est desservi par la station de métro Cité.

## Description
Imaginé par les architectes Jabouille et Creuzot puis réalisé par les ingénieurs Long-Depaquit et Coste, ce pont en poutre, tout en acier, est commencé en 1969 et terminé en 1970 sous la maîtrise d'ouvrage de la Ville de Paris.
Depuis 2014, il est interdit à toute circulation motorisée et réservé aux piétons et cyclistes. Il est très fréquenté par les touristes, et des artistes de rue l'animent souvent à la belle saison.

## Origine du nom
Il porte ce nom en raison de la proximité de la rue Saint-Louis-en-l'Île qui doit son nom à l'église Saint-Louis-en-l'Île qui y est située.

## Historique
L'actuel pont en usage est le septième reliant les deux îles depuis 1634. Auparavant, l'île Saint-Louis n'étant pas lotie, aucune nécessité n'imposait la présence d'un pont.

### Le pont Saint-Landry ou pont de Bois (1634-1710)
Le « pont Saint-Landry », également appelé « pont de Bois » (1630-1634) est le premier des sept. Il figure sous la désignation « pont de Bois » sur le plan de Gomboust publié en 1652.
Construit en bois par Christophe Marie et achevé en 1634, ce premier pont, contrairement au pont actuel, franchissait la Seine en oblique, dans l’axe du quai d'Orléans à la rue des Ursins. Endommagé par la débâcle de 1709, il est détruit en 1710,.

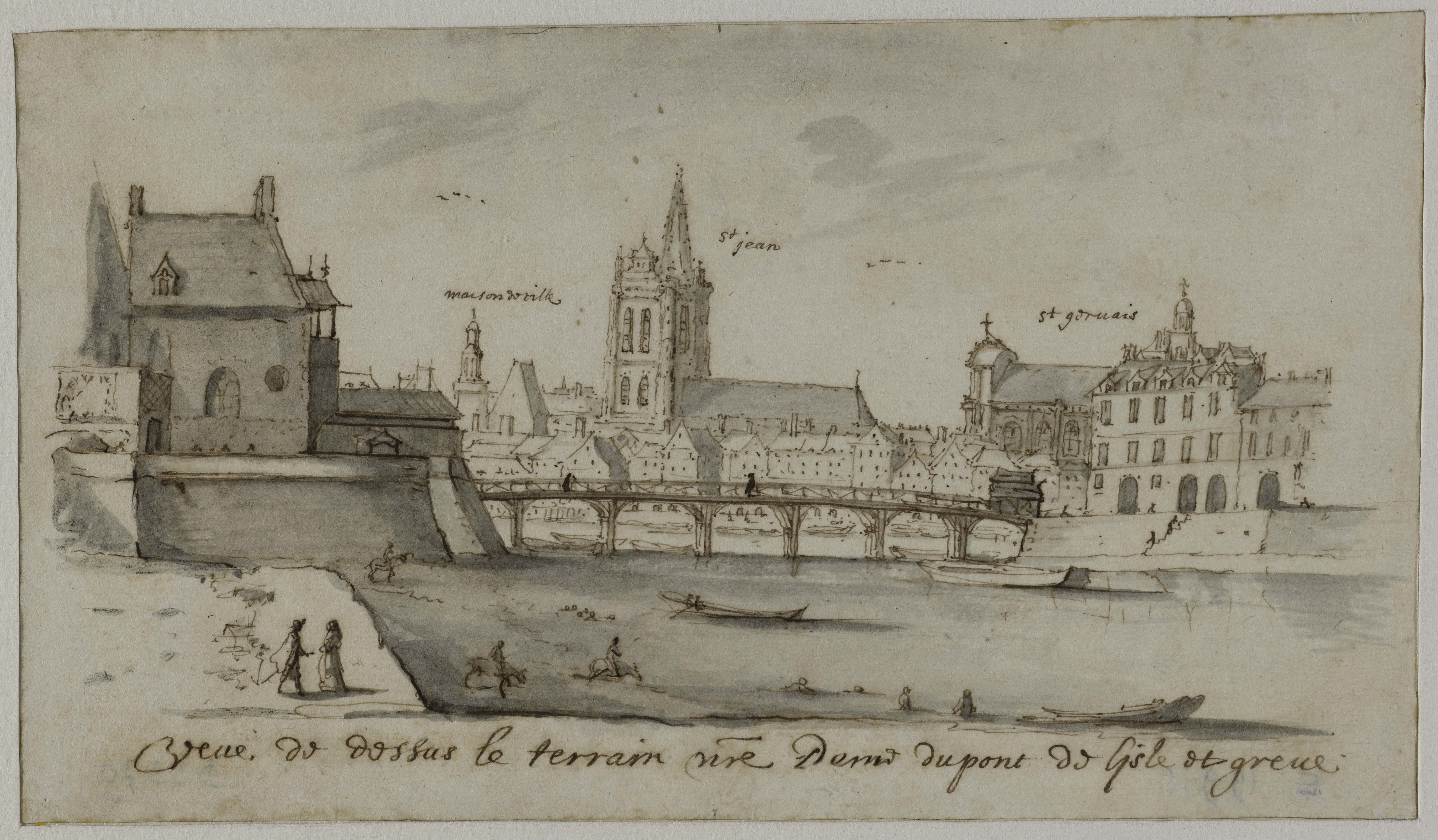
Vue du premier pont en bois.
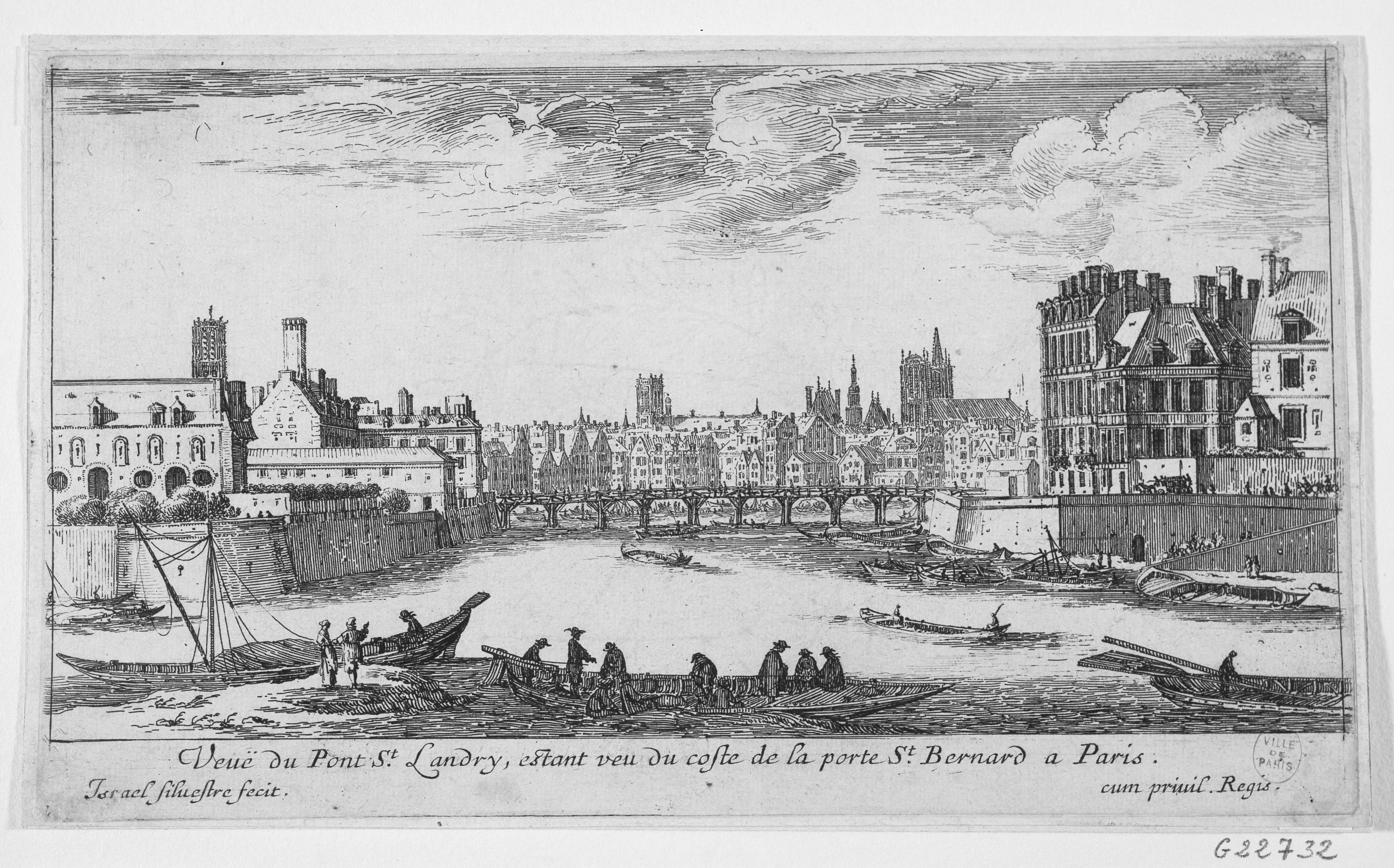
Le pont Saint-Landry vers 1657.
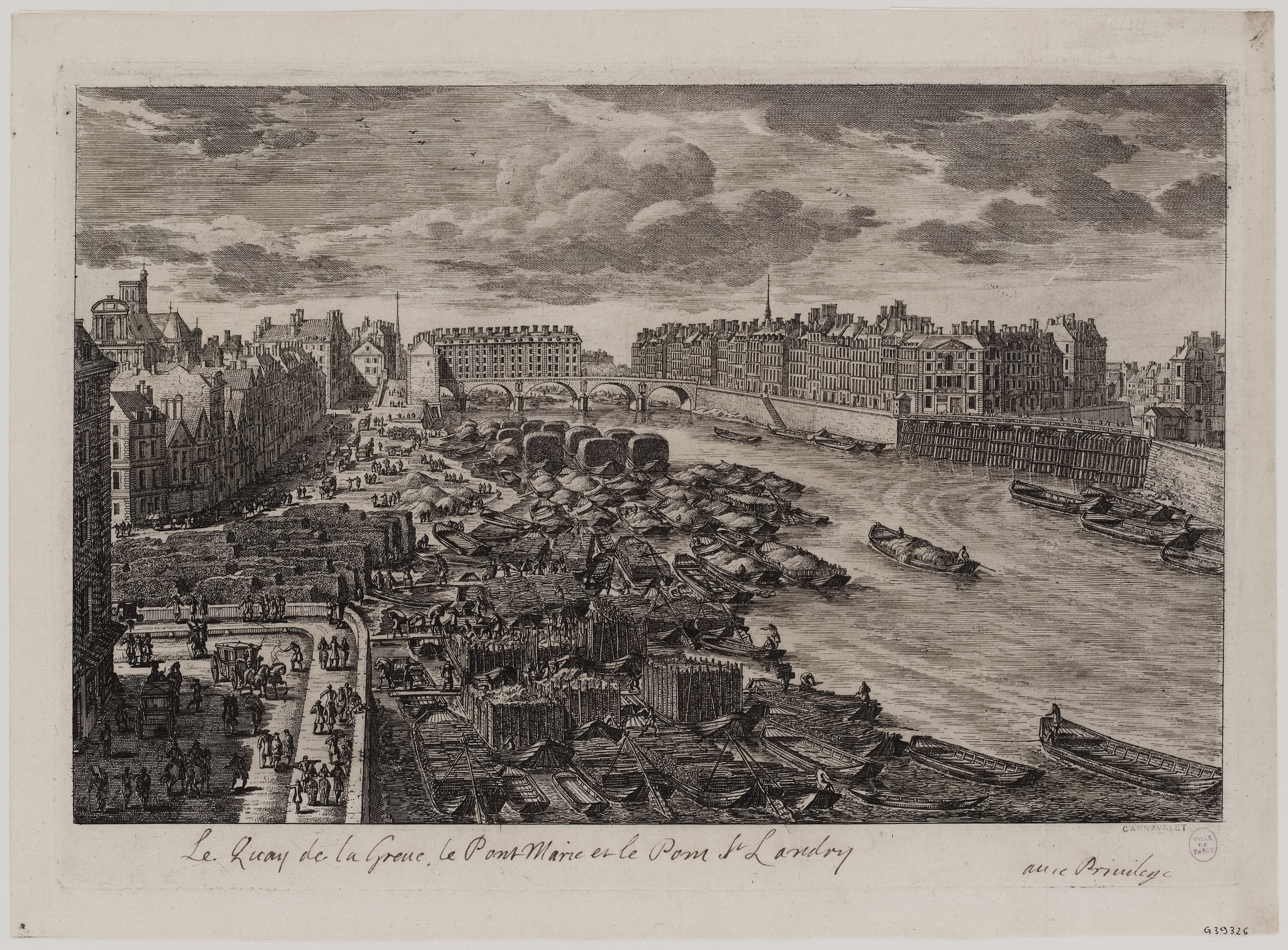
Le pont se trouve dans l'alignement du quai de Bourbon.

### Le pont Rouge (1717-1795)
En 1717, il est reconstruit, toujours en bois, à sept arches et appelé « pont Rouge » en raison de la peinture utilisée. Ce pont résista à la crue de 1740, mais s'écroula lors de celle de 1795.

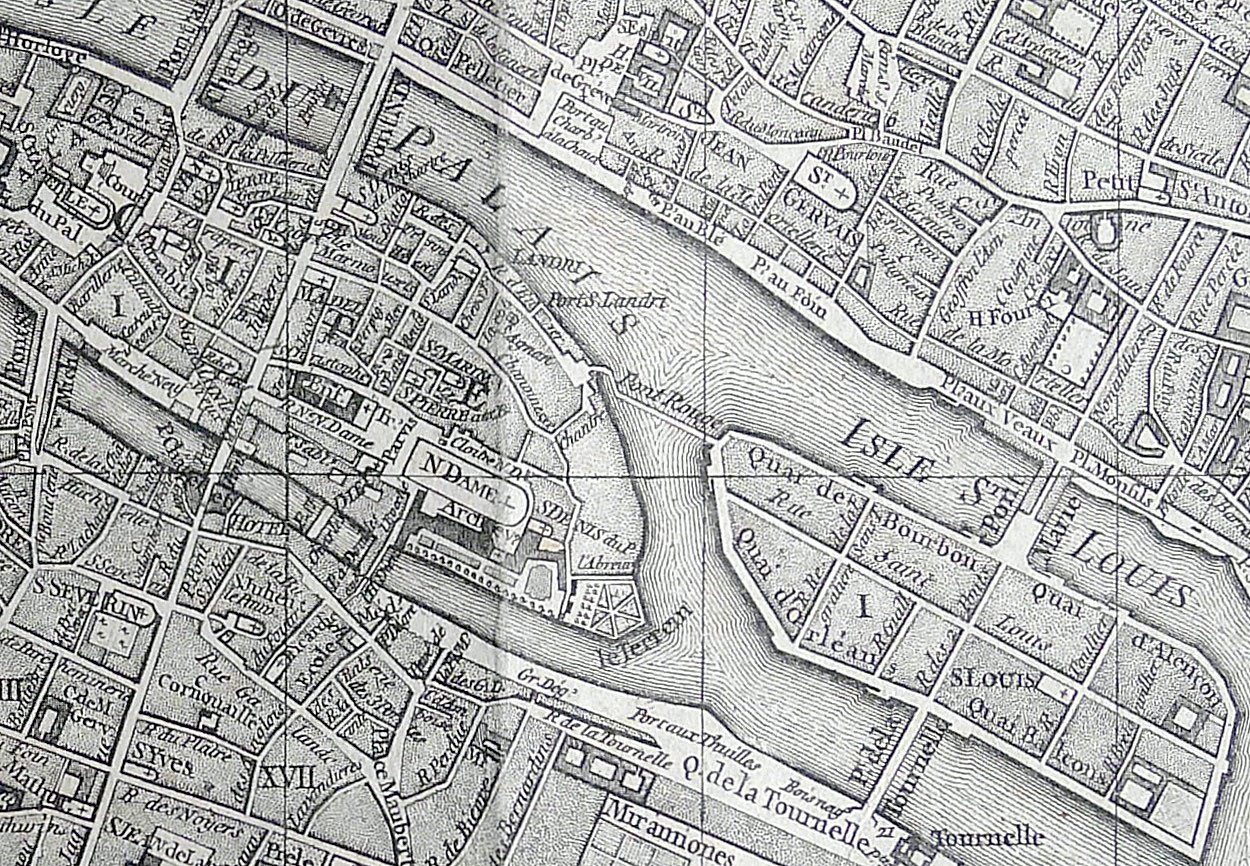
Le pont Rouge sur le plan de Vaugondy (1760).
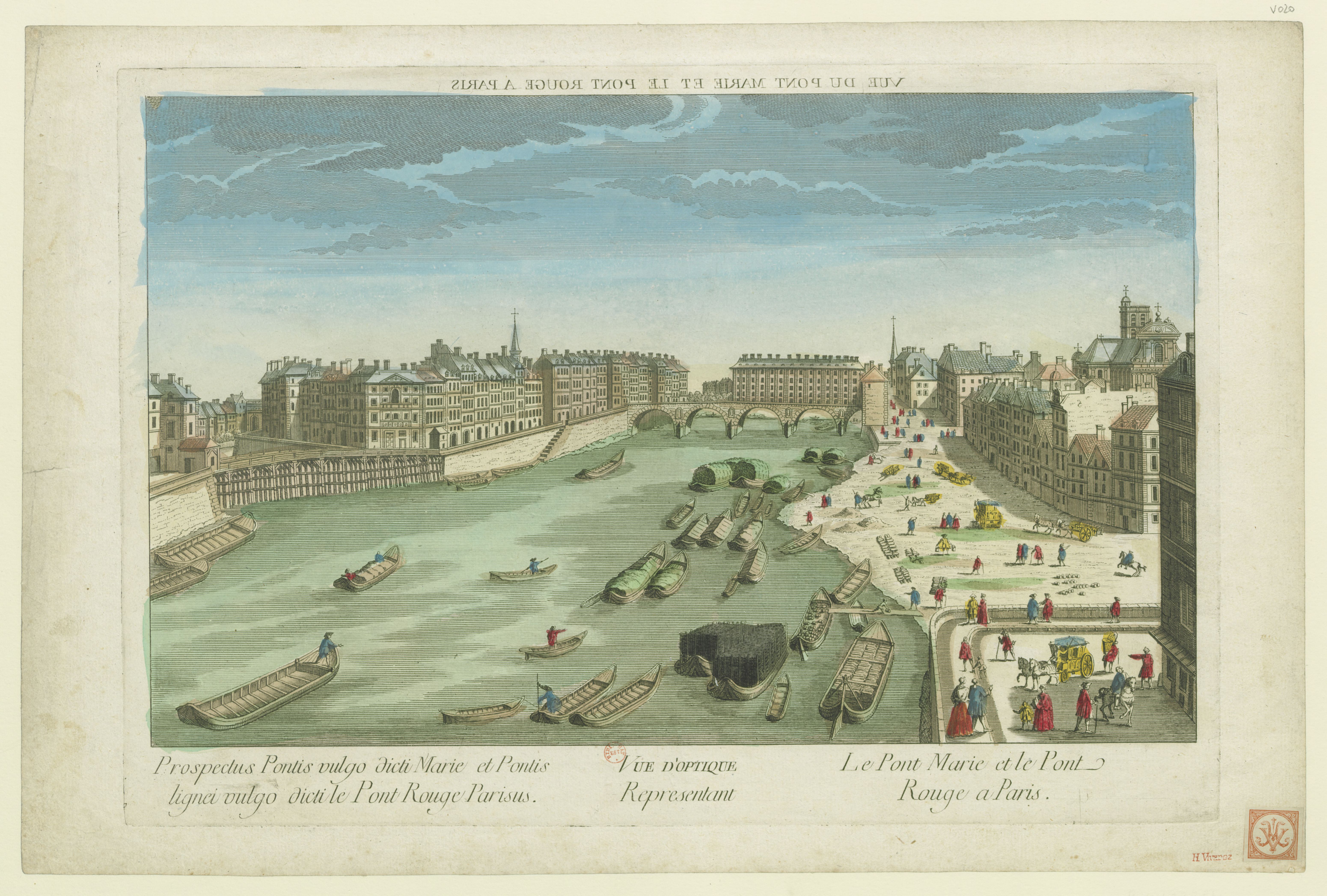
Le pont Rouge se trouve à gauche[a] de l'image (vers 1760).
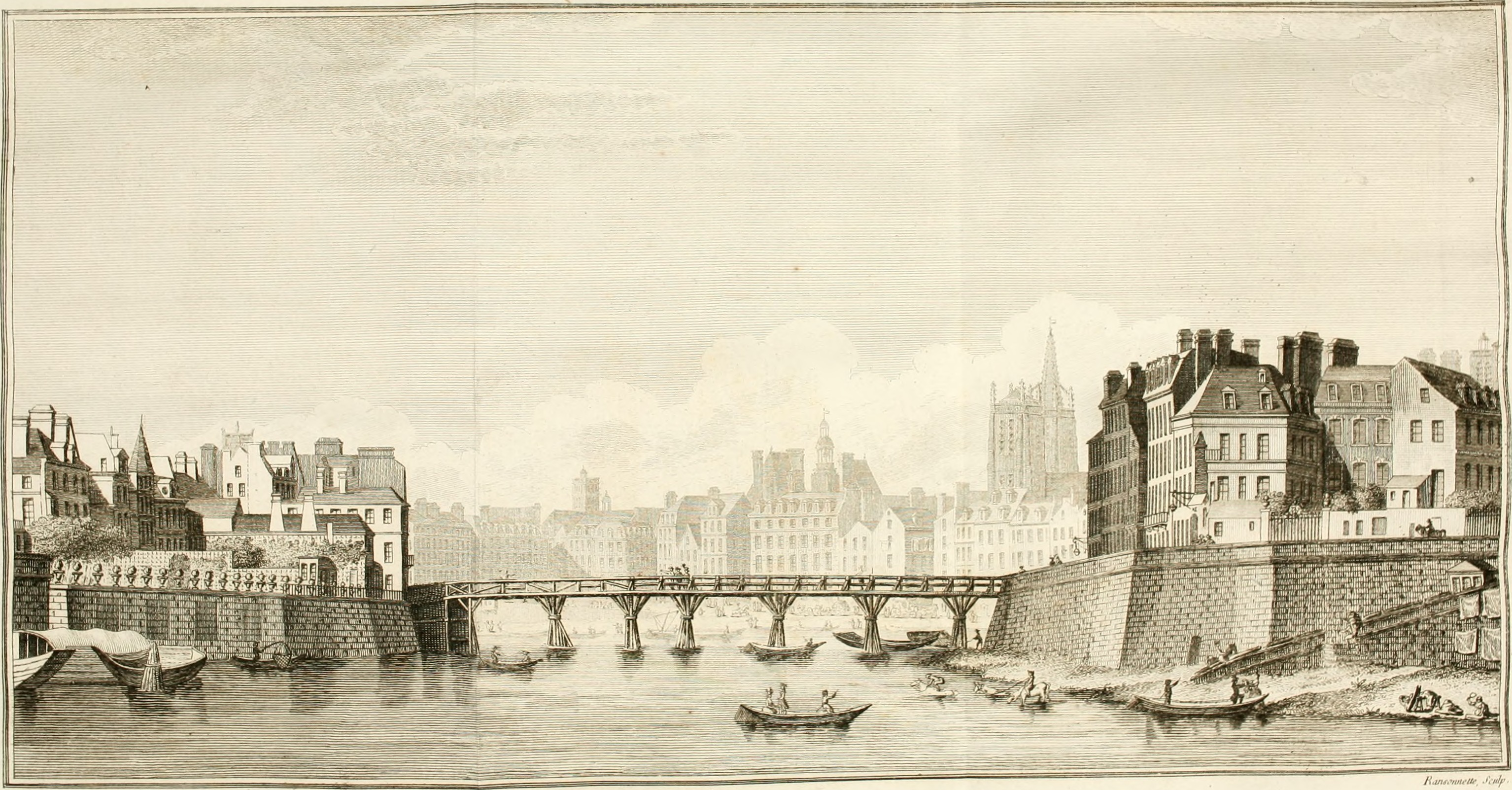
Ouvrage Antiquités nationales de 1791, du naturaliste Aubin Louis Millin.

### Le pont de la Cité (1804-1811)
Conformément à la loi du 24 ventôse an IX (15 mars 1801), la construction d'un nouveau pont appelé « pont de la Cité » est entreprise en 1803 et achevée en 1804, sous la direction de l’ingénieur Dumoustier. Les culées et les piles sont en pierre, et le cintre en fer revêtu en bois, il est à deux arches, de 70 mètres de long sur 10 mètres de large, essentiellement en chêne. Il ne servait qu'aux gens à pied et chaque personne payait 5 centimes. Ayant subi un affaissemement en 1809, on lui substitua une simple passerelle en charpente, avant de le démolir en 1811 et de le remplacer par une passerelle en bois à deux arches.

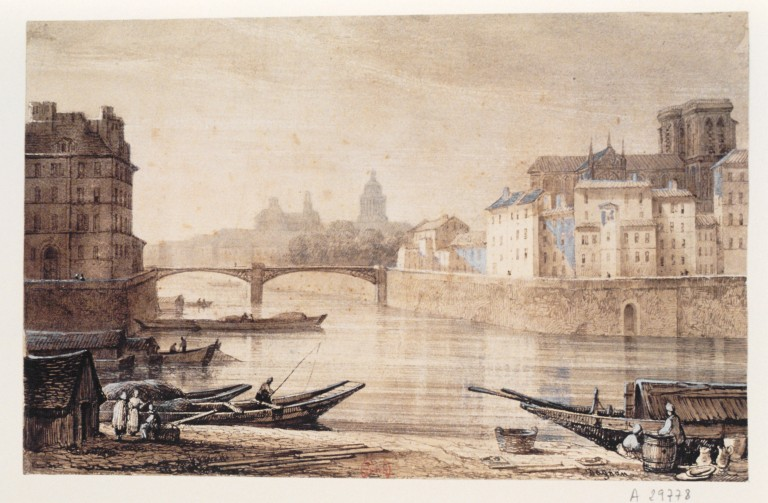
Le pont au XIXe siècle (3e pont).
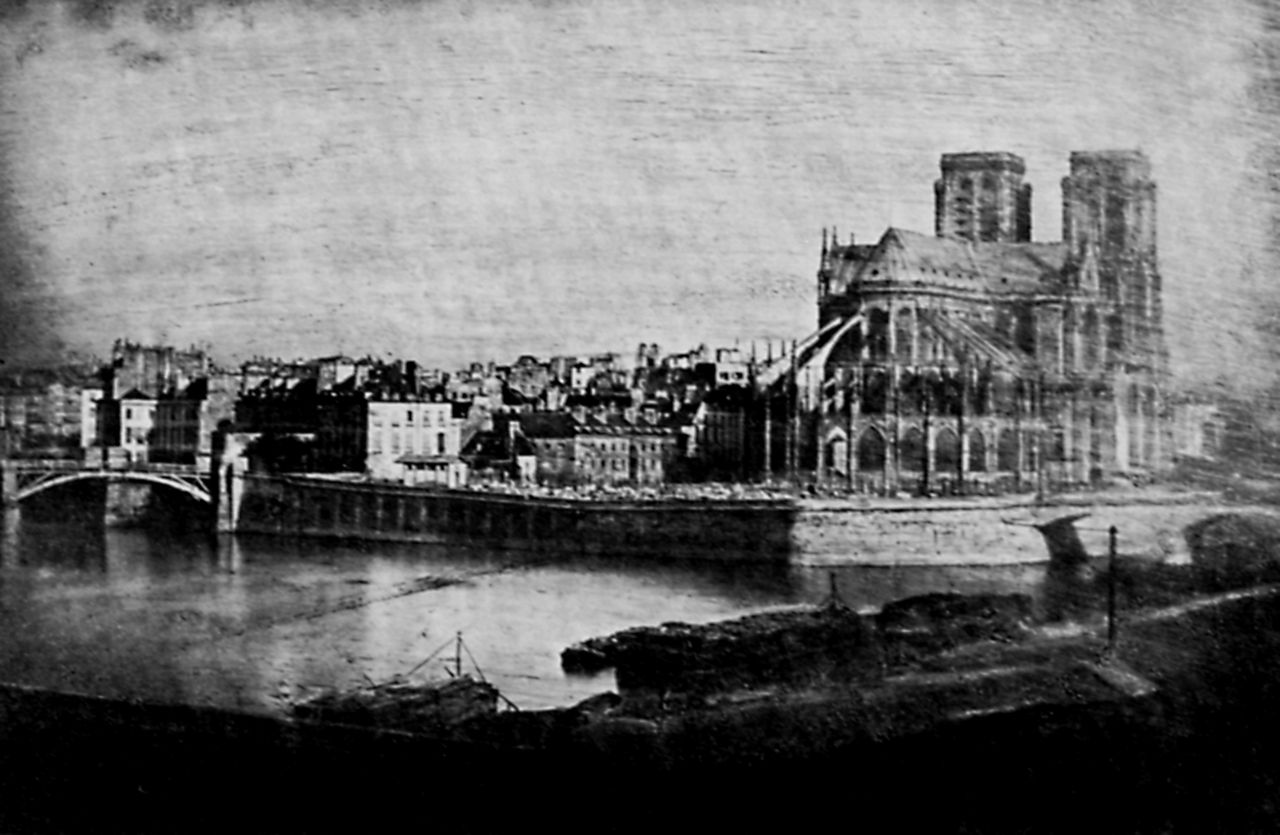
Passerelle en bois à deux arches. Daguerréotype, 1838 ou 1839.

### Le premier pont Saint-Louis (1842-1861)
Le premier ouvrage d'art connu sous le nom de pont Saint-Louis est construit en 1842 et dura presque vingt ans. C'était en réalité une passerelle métallique suspendue, interdite aux voitures, dont les câbles étaient soutenues par des guérites de style gothique troubadour élevées à ses deux extrémités.

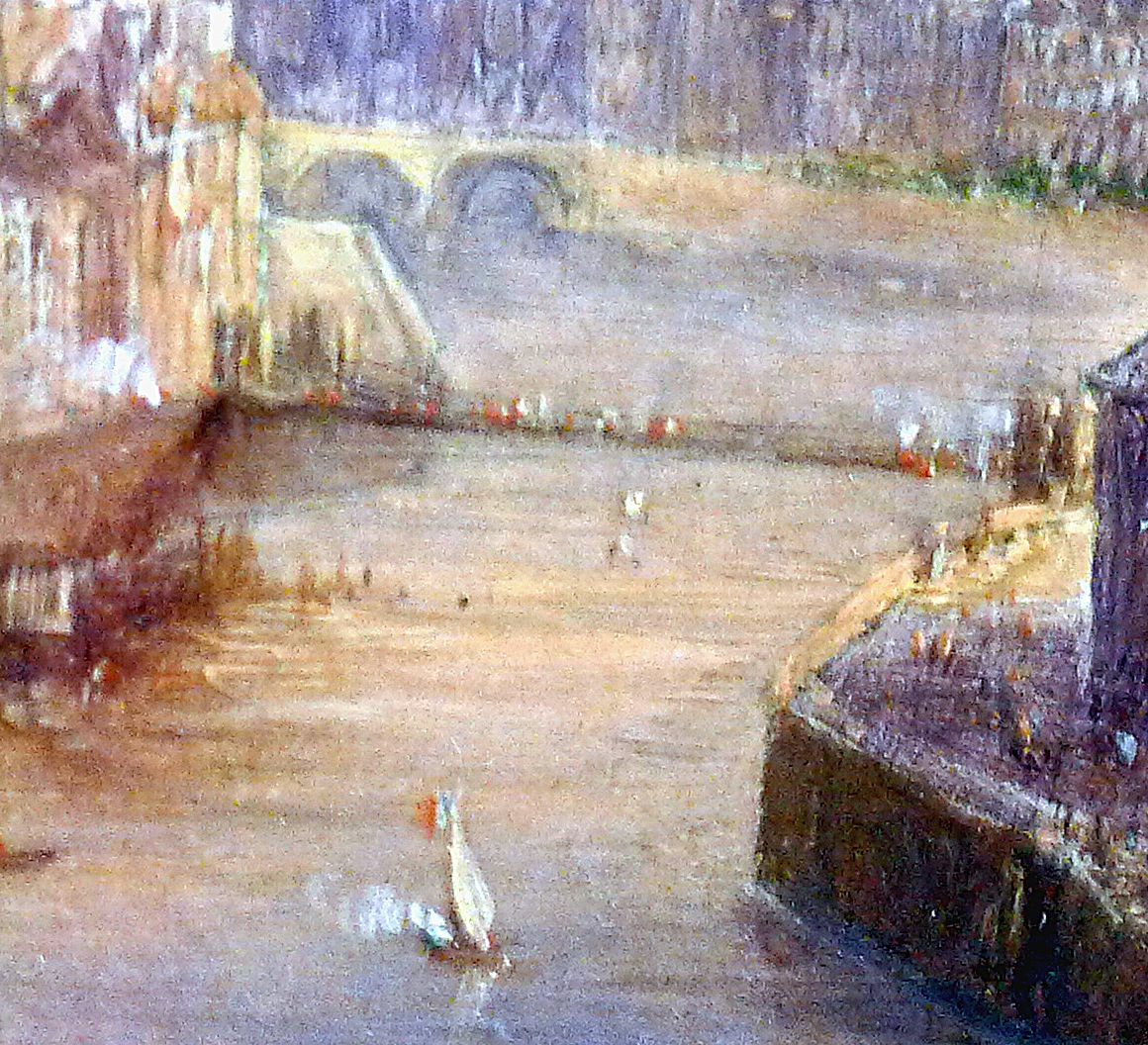
Le pont en 1848 (4e pont).

### Le deuxième pont Saint-Louis (1861-1939)
Vingt ans plus tard, un pont carrossable à une arche unique métallique d'une portée de 64 mètres et d'une largeur de 16 mètres remplace le pont suspendu. En 1939, après avoir déjà été percuté à deux reprises, notamment par un chaland-citerne de 800 tonnes, le pont, endommagé et fragilisé, est en réfection et partiellement fermé à la circulation quand il subit un troisième choc. Le 22 décembre 1939 un automoteur de 1 200 tonnes le heurte, provoquant la rupture des rivets et la chute instantanée du pont qui sombre entièrement dans le fleuve, en entraînant les passants. La catastrophe cause la mort de 3 personnes. 8 blessés sont sauvés de la noyade.

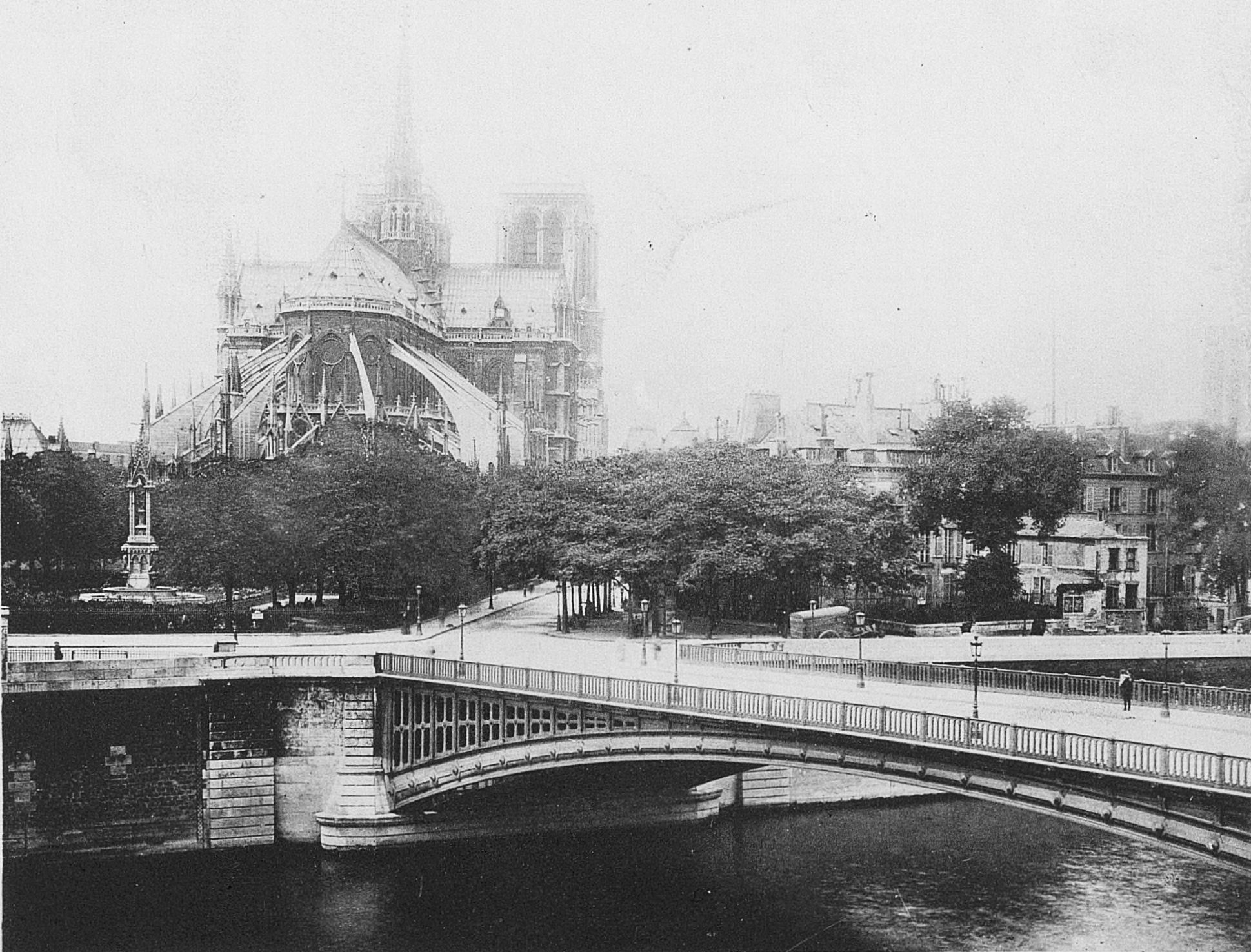
Le pont en 1898 (V).
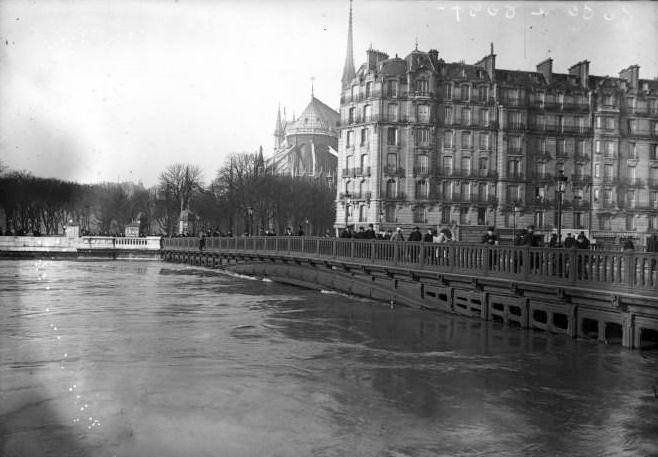
Le pont lors des inondations de 1910 (5e pont).

### La passerelle « provisoire » (1941)
Il est remplacé en 1941 par une passerelle du type pont-cage, à la suite de l'achat de la passerelle de service de chantier de Neuilly par la Ville de Paris en l'attente de la reconstruction du nouveau pont.

### L'actuel pont Saint-Louis (1970)

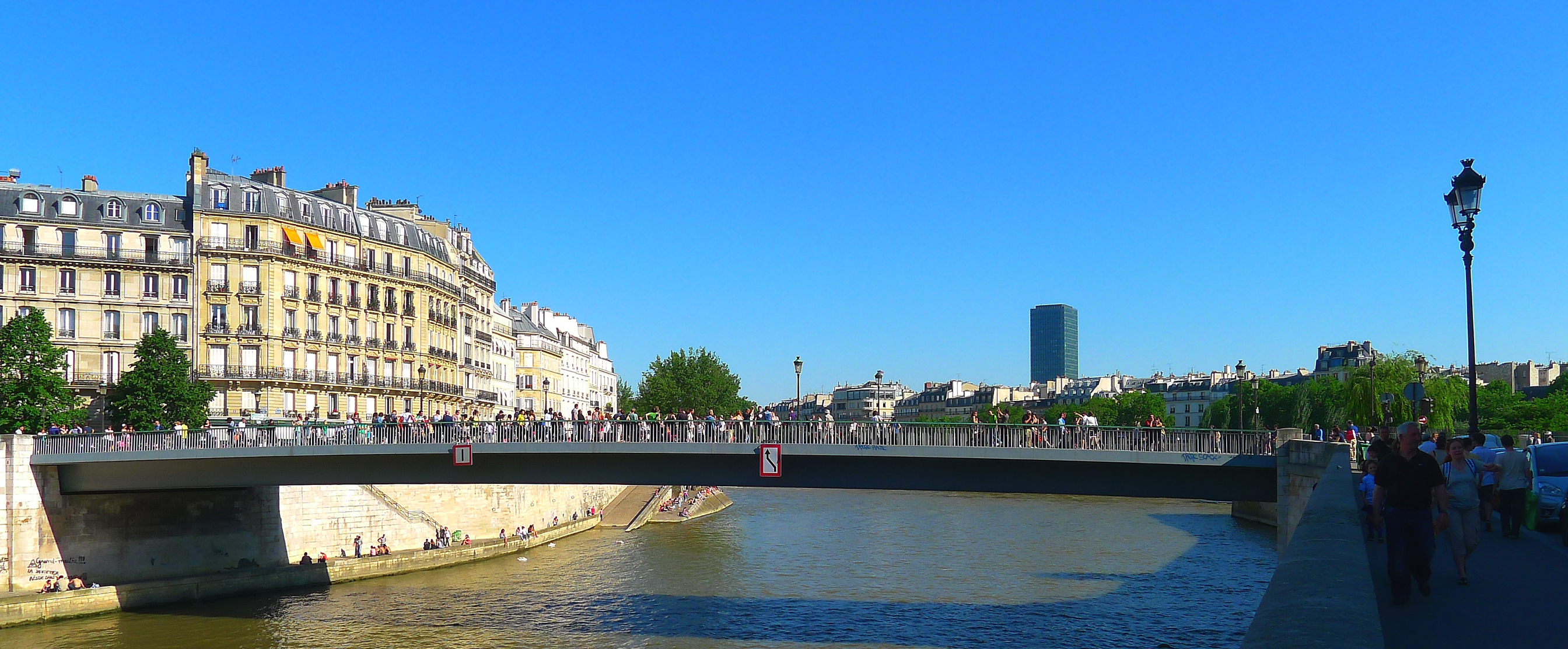
Le pont Saint-Louis avec à gauche le quai d'Orléans et, en arrière-plan, la tour de Jussieu.

Les travaux de construction de l'actuel pont Saint-Louis débutent en 1968 (1959 selon d'autres sources). Il est inauguré en 1970.

Vues du pont actuel
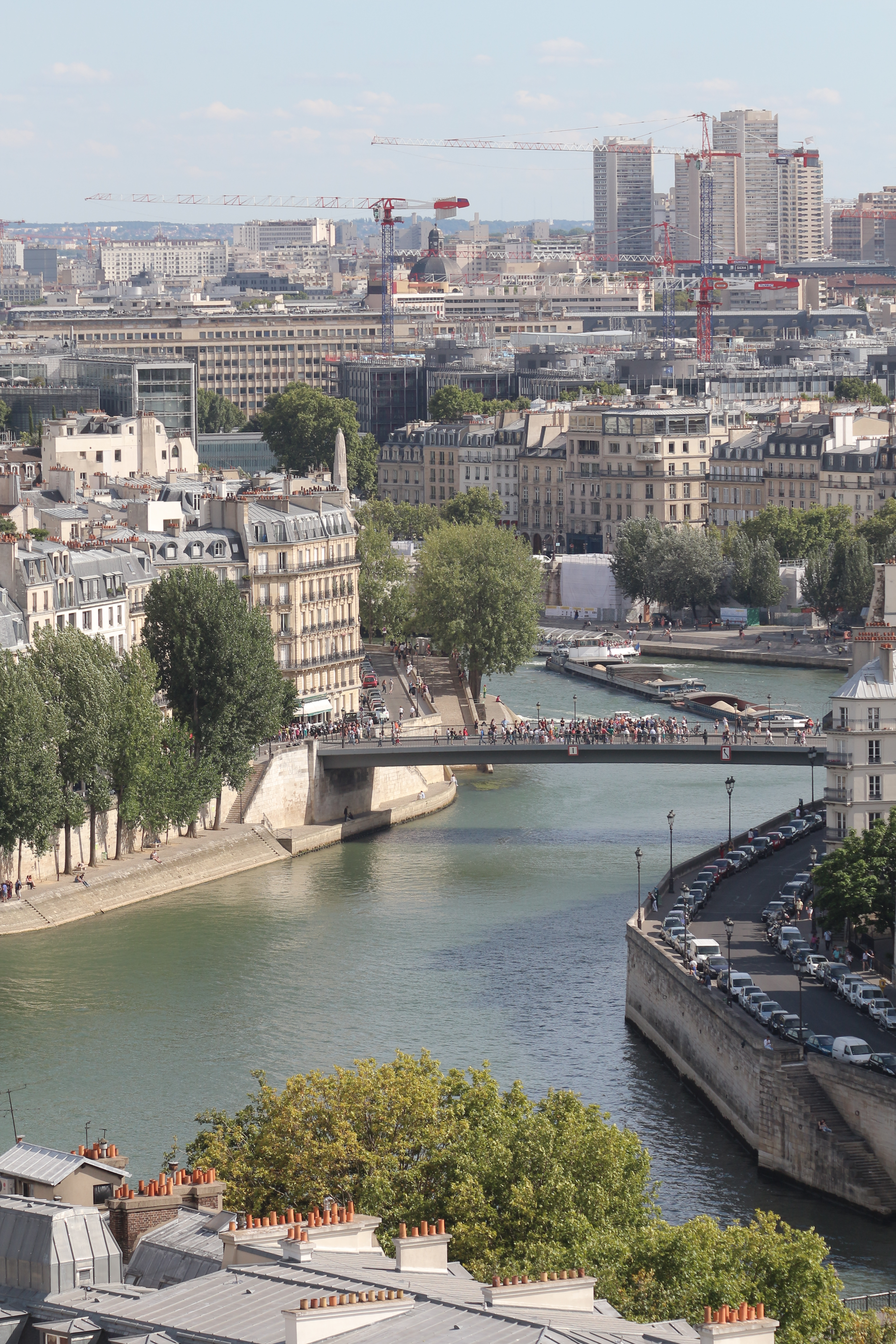
Vue depuis la tour Saint-Jacques.
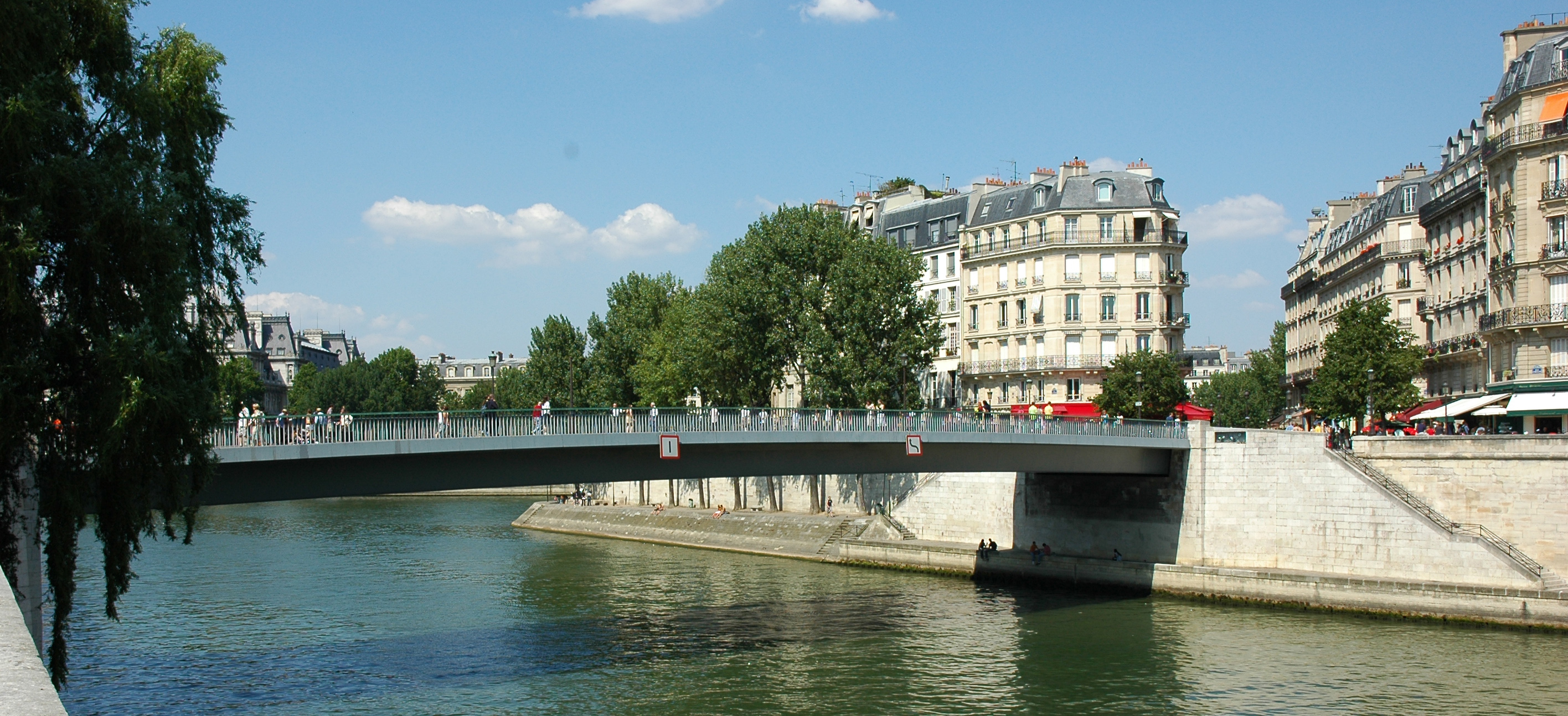
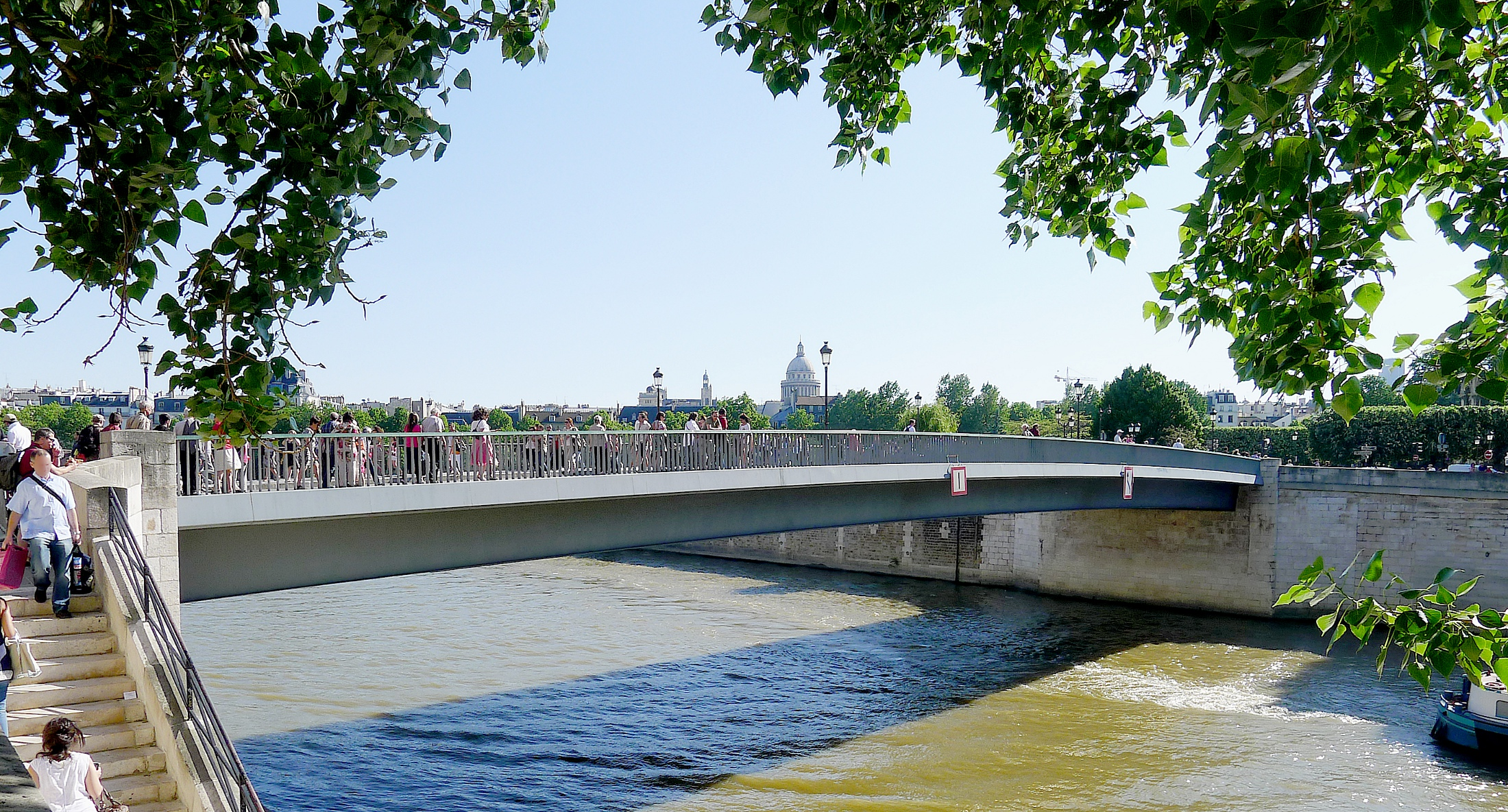

## Le pont Saint-Louis dans la culture populaire
- Une scène du film de Terence Young Triple Cross (1966) est tournée quai d'Orléans avec le pont-cage-passerelle (1941-1968) en arrière-plan. La séquence met en scène Claudine Auger et Christopher Plummer.
- Dans la dernière scène du film La Bourse et la Vie de Jean-Pierre Mocky, on aperçoit le pont métallique.
- On le voit aussi, à la même époque, dans L'Âge heureux (1966) et dans Les Compagnons de Baal (1968).
- La scène finale du film Absolument fabuleux (2001) se déroule sur le pont.
- Dans le jeu vidéo Assassin's Creed Unity sorti en 2014, qui se déroule durant la Révolution française, le pont semble fait en bois (il s'agit du pont Rouge (1717-1795).
- En juillet 2025 est annoncé la création, d'ici la fin de l'année, sur le pont, d'un Monument des championnes et des champions des Jeux olympiques d'été de 2024[8].